# Archivo Municipal de Palafrugell
El Archivo Municipal de Palafrugell (abreviado AMP, en catalán Arxiu Municipal de Palafrugell) es el servicio de gestión documental del Ayuntamiento de Palafrugell. Los documentos más antiguos que se conservan son pergaminos del siglo XI.

## Edificio
La sede del archivo municipal de Palafrugell está en Can Rosés, antigua Casa Roger. Era una casa señorial de dos plantas más el desván, de estructura aproximadamente cuadrangular y con un minúsculo patio interior. En un lado del portal hay un emblema inciso representando un pez, en alusión al linaje Roger, y la leyenda ANNVS PACIS 1698.
Se trata del único casal notable que queda de pie en el núcleo antiguo de la villa. Está adosado al campanario y la fachada de la iglesia parroquial de San Martín, del siglo XVIII, con los que forma un conjunto.
El archivo municipal también cuenta con un depósito de documentación en una nave de la calle Valle de Arán.

## Historia

### Primeras referencias

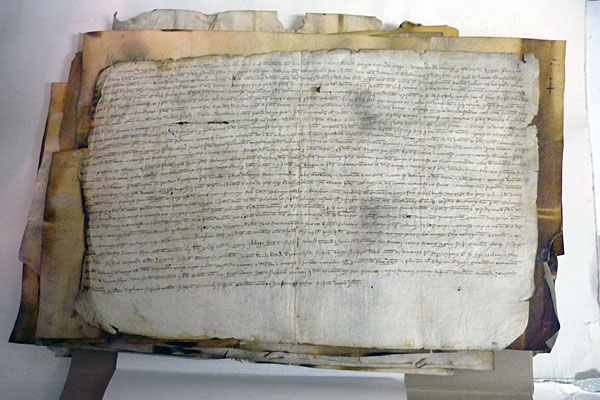
Pergamino del 30 de septiembre de 1115. Pactos entre Dalmau Bernat y el conde Ramón y la condeas Almodis sobre el castillo de Begur. Es una copia sin fecha ni notario.

Las primeras referencias que se tienen sobre la existencia del archivo, ubicada en la iglesia parroquial, datan de 1707, aunque existen documentos conservados mucho más antiguos. Con la invasiones francesas, durante la Guerra del Rosellón y la Guerra de la Independencia, se tuvo que ocultar los documentos concernientes al gobierno español. Este hecho supuso la pérdida de algunos documentos.
En mayo de 1845, el pleno del ayuntamiento acordó colocar un armario en la casa consistorial, en la calle Valls, que albergara los documentos más recientes y de este modo se evitase las idas y venidas a la iglesia.

### ElLibro de los privilegios de Palafrugelly otras pérdidas

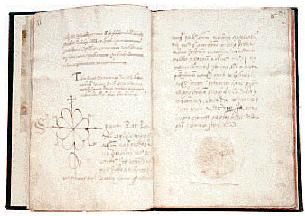
Libro de privilegios de Palafrugell.

Miquel Torroella i Plaja, autor de la Història de Palafrugell i la seva comarca (Historia de Palafrugell y su comarca) y propietario de Fitor, y Josep Gich i Fontanet, farmacéutico, pidieron poder entrar en marzo de 1879 en el antiguo archivo para obtener datos históricos de la localidad. Fue entonces cuando desapareció el Libro de privilegios de Palafrugell. Josep Pla dijo que Torroella se lo llevó a casa para preparar su libro y que se habría perdido en la dispersión de la biblioteca del historiador.
En 1926 Ramiro Medir Jofra escribió la Memoria relativa al antiguo Archivo Municipal de la Villa de Palafrugell, donde explica que muchos de los documentos que José Pella y Forgas citaba en su Historia del Ampurdán ya no se encontraban en el archivo. Medir elaboró la primera descripción del fondo y dejó constancia del abandono y desorden. Asimismo, recomendó que se trasladaran los documentos de la iglesia a un local habitado de la casa consistorial. No fue hasta 1934 cuando se aprobó el traslado para procurar conseguir una mejor conservación, siendo la nueva ubicación el desván de la Biblioteca Popular y la Escuela de Artes e Industrias.

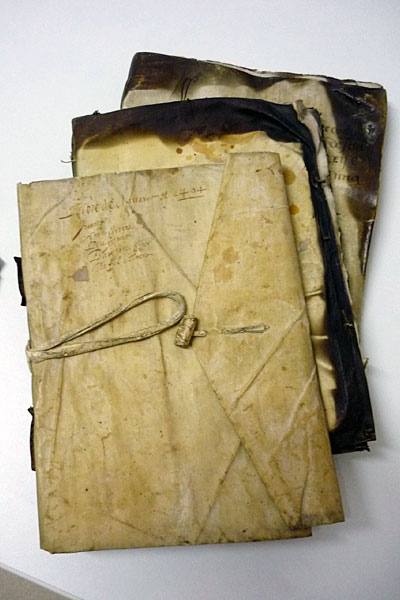
Documentación afectada por el humo de la quema de la iglesia de San Martín.

En 1936, durante la Guerra Civil, se quemó la iglesia parroquial, donde todavía se encontraban muchos documentos. Gracias a encontrarse dentro de un armario de madera de buena calidad se lograron salvar de las llamas. Ese mismo año se trasladó todo a la Biblioteca Popular. Más adelante, a este archivo se le añadió el del ayuntamiento y se vendieron algunos documentos a un trapero en 1964.

### Organización y consulta de los documentos
En 1974 concluyó una organización del archivo que había durado cuatro años. La correspondencia y otros documentos quedaba así cronológicamente clasificada en 183 legajos. En 1979 comenzó la clasificación del resto de documentos históricos y se elaboró un inventario del fondo. Con la creación del Museo-Archivo de Palafrugell, el archivo histórico se trasladó a Can Genís. Actualmente existe un inventario completo que abarca desde el siglo XII hasta 1940, y una guía de todos los fondos conservados.

### Mejoras en las instalaciones
En 1988 se acometieron obras de ampliación en Can Genís y en 1989 recibió la ayuda del servicio de Archivos de la Generalidad de Cataluña. Fue en 1996 cuando se creó el boletión del archivo y en 2002 se trasladó al edificio de Can Rosés.

### sigloXXI

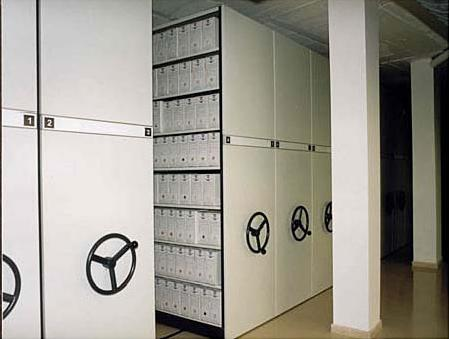
Instalaciones actuales del ARchivo Municipal de Palafrugell.

Actualmente se realizan labores de gestión la documentación del ayuntamiento y los fondos conservados, conservación y digitalización y atención al público.
En cuanto al Libro de Privilegios, Ramir Medir informó en 1961 que se encontraba en la Biblioteca de Cataluña y en 1991 el consistorio inició los trámites para intentar conseguirlo. En noviembre de 2005 se recogieron firmas, en octubre de 2006 regresó a la localidad, donde permanece hoy en día, y en 2007 Joan Villar i Torrent transcribió y publicó Llibre de privilegis de Palafrugell (1250-1724).

## Servicios

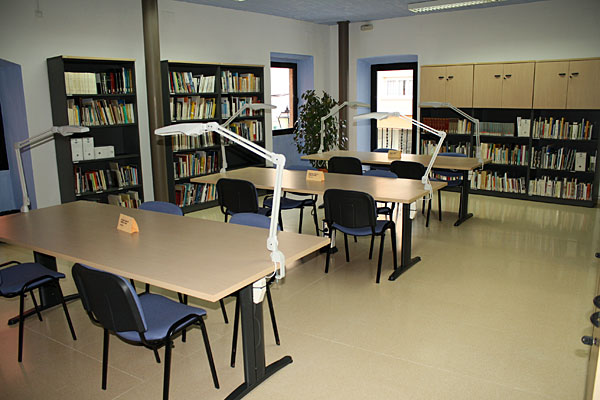
Sala de consulta del Archivo Municipal de Palfrugell.

El archivo gestiona la documentación del ayuntamiento de Palafrugell y los fondos propios, participa en la protección y recuperación del patrimonio documental municipal y ofrece los servicios de consulta, información documental y bibliografía de temas locales y demás tareas relacionadas.
En el AMP se encuentra el fondo del ayuntamiento, el cual abarca desde el año 1115 hasta la actualidad. Asimismo, cuenta con fondos de otras instituciones locales, particulares y otras colecciones como grabados, imágenes, cartografía y archivos sonoros.

## Biblioteca auxiliar
La biblioteca auxiliar del archivo está especializada en publicaciones y estudios inéditos de temática local, con más de 3000 referencias, e incluye una hemeroteca con un centenar de títulos que abarca un período que va desde 1882 hasta la actualidad.